# Верхняя Первомайская улица
Ве́рхняя Первома́йская у́лица — улица в Восточном административном округе города Москвы на территории районов Измайлово и Восточное Измайлово.

## История
Улица получила своё название 18 ноября 1949 года в честь праздника международной солидарности трудящихся 1 Мая; слово «Верхняя» добавлено в отличие от Нижней, расположенной параллельно южнее, и Средней, находящейся между ними.

## Расположение
Верхняя Первомайская улица проходит от Никитинской улицы на восток, пересекает 3-ю, 5-ю, 7-ю и 9-ю Парковые улицы, с юга к ней примыкает 10-я Парковая улица, затем улица пересекает 11-ю Парковую улицу и проходит до 13-й Парковой улицы. Участок от Никитинской улицы до 11-й Парковой улицы расположен на территории района Измайлово, участок от 11-й Парковой улицы до 13-й Парковой улицы — на территории района Восточное Измайлово. Нумерация домов начинается от Никитинской улицы.

## Примечательные здания и учреждения
По чётной стороне:
- № 32 — ГБУ центр культуры и спорта Измайлово (бывший клуб «Дружба»)
- За домом № 46 до конца улицы, между 11 и 13 Парковыми ул. расположены корпуса городской больницы № 57 и Измайловской детской городской клинической больницы

По нечётной стороне:
- № 43 — Административное здание (бизнес-центр B-класса)[5]
- № 53 — Институт гуманитарного образования (ИГУМО)
- № 57 — Родильный дом № 20
- № 67А — Гимназия № 1811 корп. 9, рядом — памятник Народу победителю от благодарных потомков

## Транспорт

### Наземный транспорт
По Верхней Первомайской улице от 9-й до 13-й Парковой улицы проходит автобус 557 с остановкой "Б-ца им. Плетнева" у пересечения с 11 Парковой ул. У западного конца улицы, на Никитинской улице, расположена остановка «3-я Прядильная улица» автобусов 34, 34к, на 3-й Парковой улице — остановка «Верхняя Первомайская улица» автобуса 97, на 5-й Парковой улице — остановка «Верхняя Первомайская улица» автобуса 34, на 7-й Парковой улице — остановка «7 Парковая, 17» автобуса 257, на 9-й Парковой улице — остановка «Верхняя Первомайская улица» автобусов т55, 223, 645, 974, н3, у восточного конца улицы, на 13-й Парковой улице, — остановка «Детская больница» автобуса 34.

### Метро
- Станция метро «Первомайская» Арбатско-Покровской линии — южнее улицы, на пересечении 9-й Парковой улицы с Первомайской улицей и Измайловским бульваром